# Stenhuggaren, Visby
Stenhuggaren är ett handelsområde i Visby. Området ligger i östra Visby, söder om Skrubbsrondellen/Romarondellen och nordväst om travbanan Skrubbs. Det är således en mer extern handelsplats än Visbys äldre köpcentrum, Östercentrum, som ligger i direkt anslutning till innerstaden.

## Historik
I december 2005 meddelades det att en Ica Maxi skulle etableras söder om Skrubbsrondellen och norr om Arbetarrörelsens hus. Byggandet började i maj 2006. Den nya stormarknaden ersatte den tidigare Ica-butiken Bingebyhallen, som dock senare åter öppnades med nya ägare.
I november 2007 meddelades att ett nytt handelshus med plats för tre butiker skulle byggas strax väster om Ica Maxi. Huset invigdes i juni 2008 och innehöll då Team Sportia, Skokanonen och Klädkedjan M.
År 2013 stod det klart att även Coop Gotland skulle etablera sig på Stenhuggaren, när föreningens gamla Coop Forum på Östercentrum gjordes om till en mindre butik och ett nybygge startade söder om Ica Maxi. Nya Coop Forum (senare kallad Stora Coop) öppnade i juni 2014. I november 2014 öppnade Biltema på tomten intill Coop Forum.
I mars 2015 öppnades en McDonald's på området, kedjans andra restaurang i Visby.
Därefter började ytterligare ett hus (fastighet: Stenhuggaren 14) planeras på platsen mellan McDonald's och Arbetarrörelsens hus. I oktober stod det klart att Jula skulle flytta in där. Jula invigdes den 15 juni 2017 som kedjans första butik på ön. Samma år flyttade även Jysk och Elgiganten till denna nya byggnad.
Vad som då beskrevs som kvarterets sista tomt (Stenhuggaren 5, belägen strax norr om Coop) såldes i mars 2017 till Bo Millstam som även ägde Stenhuggaren 14. Bygglov för ett nytt hus med tre butiker gavs i september 2019.

## Statistik
Enligt SCB:s avgränsning av handelsområden 2010 omfattade handelsområdet runt Ica Maxi fyra arbetsställen med runt 150 anställda fördelat på 11 hektar. Enligt SCB:s avgränsning för år 2015 omfattade området tio arbetsställen med runt 250 anställda på 12 hektar.